# دواء مزور
الدواء المزور خطر صحي عالمي تهتم به كل السلطات الصحية المحلية والعالمية وعقد لمكافحته أكثر من مؤتمر عالمي متخصص بالدواء المزور

## مجابهة الدواء المزور
شكر هاورد تسوكر مساعد المدير العام للتقنية الصحية والصيدلانيات في منظمة الصحة العالمية الحكومة الإيطالية على استضافة مؤتمر مجابهة الدواء المزور 2006 وعلى تطبيقها تقنية توسيم للدواء التي نجحت في منع الدواء المزور من التسرب إلى أنظمة التوزيع الرسمية، 

## أهداف المنظمة بخصوص الدواء المزور
ما تود المنظمة تحقيقه من المؤتمر
1- الالتزام بتقوية التعاون بين الدول والهيئات لبدء عملية التنسيق في المستقبل القريب
2- التوافق على مبادئ مؤسسة لهذا التعاون
3- إنشاء فريق عمل يمكنه خلال أقرب وقت تنفيذ هذه القرارات
أي أن محور المؤتمر هو التعاون والتنسيق، بين البلدان وضمنها ومع المعنيين، وهذا ما تسعى منظمة الصحة العالمية لتحقيقه في مؤتمر روما

## خطر الدواء المزور
إن التحدي الذي تفرضه الأدوية المزورة هائل، وكما نجحت حملة مكافحة التدخين في منع دعاية التدخين من الملاعب ومنع بيعه للصغار، يمكن أن تنجح محاربة الدواء المزور، فما يجاهد لأجله نظام الأمم المتحدة وشركائهم للأمن والتنمية وإيجاد حلول قدمها العلم والبحث للصحة المعتلة يمكن أن تتحول إلى نقيضها وتصبح ضارة، وأحيانا قاتلة، نحن الآن في وضع يمكن لأي أنسان في أي مكان في العالم أن يواجه بأدوية حسنة التغليف وحبوبها حسنة المظهر ولا تحوي المكونات المناسبة وفي القصة الأسوأ قد تحوي مواد سامة جداً، وإن كان هذا يحدث نادراً في بعض الدول، ففي دول أخرى يحدث يومياً.
ووجود الدواء المزور لا يهم لأجل المريض والصحة العامة فحسب بل لأنه سيفقد الثقة في النظام الصحي ككل، الصيدلي ومصنع الدواء، والطبيب، والمؤسسات الصحية الخاصة والعامة، ولهذا على الجميع أن يشتركوا بالحل.

## ما هو الدواء المزور
منتج صنع عن قصد ليضلل المستخدم النهائي، سواء كان مريضاً أم مسؤولاً صحياً، وهذا التعريف يسمح بالتفرقة بين الأدوية منخفضة الجودة، فكل الأدوية المزورة جودتها سيئة ولكن ليس كل دواء سيء الجودة مزور.
وحسب الخبرة فمن الممكن تزوير أي دواء، ويتوجه المزورون إلى حيث يوجد طلب كبير أو ربح كبير، وهكذا تزور الصادات الحيوية ومضادات الفيروسات، وأدوية السرطان، وأدوية الإيدز ، والهرمونات والستيرئيدات ، وكل هذه الحالات مقلقة وربما مأساوية.

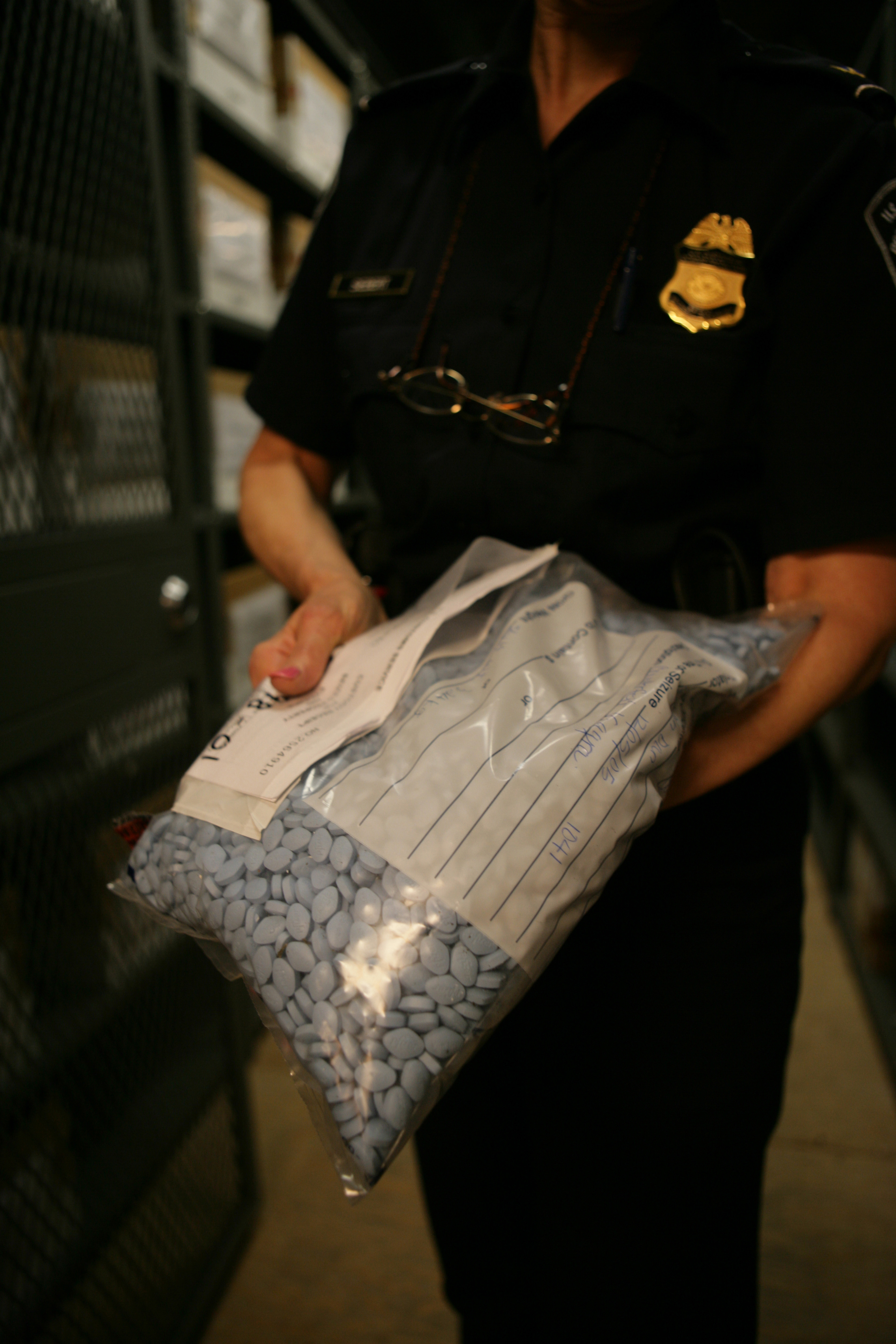
كيس من دواء الفياجرا المزورة

## من يزور الدواء
ثبت من تقارير عدة أن الجريمة المنظمة قد امتدت لتزوير الدواء، ولكن يجدر بنا أن ننتبه أن تزوير الدواء لا يحتاج لأدوات معقدة، أو شبكة إجرامية ضخمة، ولهذا فكشف التزوير صعب.

## أسباب انتشار الدواء المزور
- التوجه للتجارة الحرة جعل حركتها أسهل وضبطها بالجمارك أصعب
- القوانين غير ملائمة لردع التزوير
- الطلب مستمر على الدواء ولا يعرف المستخدم الفرق بين المزور وغيره
- لا يوجد تأمين صحي في بلاد كثيرة مما يدفع المرضى للبحث عن الأرخص
- الرقابة التنظيمية ضعيفة في كثير من البلاد وخصوصاً على قنوات توزيع الدواء
- إنكار وجود المشكلة يزيد منها، فالحكومات التي لا تعترف بوجود الدواء المزور والشركات التي تتردد في إعلان وجود نسخ مزيفة من منتجاتها يضاعف المشكلة.

## واجبنا لمكافحة التزوير الدوائي
إن نفس العوامل التي تشجع على تزوير الدواء توجهنا للفعل المقاوم للتزوير على المستويين الوطني والدولي،
- القوانين الملائمة والعقوبات الجزائية، نحتاج إلى تعريف واضح للدواء المزور، وعقوبات تكافئ الجريمة، فتزوير الأدوية أخطر من تزوير غيرها من البضائع التي لا تؤثر عادة على الصحة العامة والحياة الإنسانية.
- التنسيق الدولي: حتى مجرد تعريف الدواء المزور يختلف بين بلد وآخر، وإذا أردنا للرقابة الدولية والحلول أن تؤدي غرضها فلا بد من مقاربة عامة للعمليات الخاصة بمكافحة الدواء المزور قانونياً وإدارياً.
- القدرة الكافية إدارية وتنظيمياً : تنسيق العمل على المستوى المحلي بين سلطات الصحة والشرطة والجمارك والمؤسسات القضائية لضمان التنظيم الجيد والضبط والتحري والملاحقة القانونية.
- شبكات المعلومات الدولية: لرقابة سير البضائع وتبادل المعلومات، وإصدار التحذيرات من بلد إلى آخر ومن منطقة إلى أخرى.
- قنوات توزيع متسلسلة : لضمان رقابة فاعلة لتصنيع استيراد وتوزيع الأدوية.
- سياسات دواء وطنية تضع الأولوية لقضايا الصحة العامة.
- الرقابة الدولية للمناطق التي لا تخضع لسيطرة نظامية: وهذه مناطق لا تخضع حالياً لرقابة تنظيمية طبيعية، ولهذا يميل إليها تسرب المنتجات المخالفة في سلسلة التصنيع والتوزيع.
- تقييم أسعار الدواء: إن فجوات السعر الهائلة أو الأسعار المرتفعة جداً في بلاد لا تنظمها أو لا يوجد فيها خطط تعويض تأمين صحي كافية تدفع الناس للبحث عن بدائل أرخص.
- زيادة المعلومات للجمهور: من حق المرضى وصارفي الدواء والأطباء الحصول على معلومات عن البضائع المشكوك بأمرها في السوق والمخاطر التي تحملها، ويجب القيام بمبادرات خاصة في المناطق الفقيرة والريفية.
- الحلول العالية التقنية أو المنخفضة التقنية: توفر هذه الحلول التقنية عمليات قانونية وإدارية مطولة.

## فريق إيمباكت الدولي
اقترحت منظمة الصحة العالمية إنشاء فريق عمل
International Medicinal Products Anti-Counterfeiting Taskforce.
IMPACT
فريق العمل الدولي لمكافحة تزوير المنتجات الطبية – إيمباكت
فريق عمل عالمي يعمل بناء على البنى والمؤسسات الموجودة ويجمع الهيئات
الخاصة والعامة والدولية ويعمل على خمسة محاور
1- التقنية : ويرأس هذا المحور الصناعة ومنظمي الدواء وهذا المحور متطور وعلى باقي الفرقاء معرفة ما يتوفر واستخدامه؛ ولكن نظراً للفارق التقني بين الدول فلا بد من نقل التكنولوجيا
2- التشريع: مراجعة قوانين الدول وتقديم النماذج الجيدة والفاعلة، والبحث عن وسائل لتنسيق المقاربات من الوجهة التشريعية، وستقوم هذه المجموعة بتقديم مساعدة لمراجعة القوانين لتمكين المسؤولين المباشرين عن التعامل مع الدواء المزور والمزورين؛ الشرطة والجمارك والقضاء.
3- التنفيذ: إيجاد وسائل للعمل المشترك لجمارك وشرطة وقضاء مختلف البلدان لمراقبة الحدود ومتابعة مسيرة البضائع المزورة ومصادرتها، ولا بد من أن تبحث هذه المجموعة عن طرق تواصل فاعلة ربما عبر نظام معلومات مبني على تقنية المعلومات، وفي هذا السياق ستستفيد من منظمة الجمارك العالمية والانتربول World Customs Organization and Interpol.
4- التنظيم: إيجاد طرق تمكن منظمي الدواء من العمل وتنفيذ الإجراءات التشريعية المتخذة ضد الأدوية المزورة، بما فيها ضمان معايير الجودة والمأمونية والفعالية وضبط سلاسل التوزيع بكفاءة.
5- التواصل في الخطر: التحذيرات والاستجابة، متى نتواصل مع الجمهور ونبلغ عن مخاطر مواد مزورة في مجتمعهم المحلي،

## إعلان روما
وطالب المحاضر بالاتفاق على مجموعة مبادئ سماها إعلان روما Declaration of Rome.

## غلاف الدواء
الفروق التي تظهر على الغلاف هي أحد طرق كشف الدواء المزور وقد لا يكفي الضوء الطبيعي في كشفها فيمكن الاستعانة بالأشعة فوق البنفسجية.